# Mésange de Sophie
Leptopoecile sophiae, Paruline à sourcils blancs · Orite de Sophie
Espèce
Statut de conservation UICN

 LC  : Préoccupation mineure
Répartition géographique
La Mésange de Sophie (Leptopoecile sophiae), aussi appelée Orite de Sophie ou Paruline à sourcils blancs (de l'anglais White-browed Tit-warbler), est une espèce d'oiseaux de la famille des Aegithalidae.
Son nom est dédié à Sofiya Aleksandrovna Severtsova née Poltoratskaya (1832–1921), épouse de Nikolaï Severtsov.

## Description
Ces oiseaux de petite taille mesurent entre 8,5 et 10 cm de long et pèsent entre 6 et 8 g. Les deux sexes ont un sourcil blanc et une queue assez longue de couleur bleu violacée. Les mâles sont brillamment colorés et sont reconnaissables à leur gorge et à leur ventre bleus et violets. Les femelles sont généralement plus ternes et présentent un ventre plus pâle.

## Écologie et comportement
Les mésanges de Sophie vivent en couple pendant la période de reproduction, mais forment des groupes de 25 individus ou plus après cette période. Pendant l'hiver ces groupes sont rejoints par d'autres espèces d'oiseaux.

### Alimentation
Cet oiseau se nourrit principalement de petits insectes et d'araignées, qu'il attrape le plus souvent au sol. Il lui arrive cependant d'attraper des insectes en vol. Pendant la période hivernale il consomme des graines et des baies. Les oisillons sont nourris exclusivement d'insectes.

### Reproduction
La mésange de Sophie commence à nicher dès le début du mois d'avril (avant n'importe quelle autre espèce de passereaux de la région) et jusqu'en juillet. Cette espèce est monogame et le mâle et la femelle participe de manière égale à l'élevage des petits. Les adultes passent plus de deux semaines à construire le nid. Celui-ci, de forme sphérique, est placé dans des arbustes à une hauteur comprise entre 20 cm et 2,50 m du sol.
La ponte est composée de quatre à six œufs tachetés de brun-rouge et pesant en moyenne 1,14 g. Les œufs éclosent au bout de 20 jours en moyenne. Les oisillons naissent sans plumes et ouvrent les yeux à sept jours. À cet âge leur sexe peut être déterminé par leur plumage, brun-rouge pour les mâles et gris pour les femelles. Les nichées tardives semblent contenir un plus grand nombre de femelles. Les jeunes s'envolent vers l'âge de 17 jours.
Il arrive que deux femelles s'occupent de la même couvée. Cet élevage en commun des jeunes est courant chez d'autres espèces d'Aegithalidae mais semble rare chez les Mésanges de Sophie. 

## Répartition et habitat
La Mésange de Sophie vit dans les forêts d'arbustes montagneuses, entre 2 000 et 5 000 m d'altitude. Cette espèce est présente dans la chaîne de 
l'Himalaya, sur le plateau tibétain et dans le Nord-Ouest de la Chine.

## Classification
La Mésange de Sophie a été décrite pour la première fois en 1873 par l'ornithologue russe Nikolaï Severtsov. Le nom du genre Leptopoecile vient du grec leptos qui signifie "mince", "délicat" et du grec ancien poikilos "coloré". Poecile pourrait aussi faire référence au mot poikilidos qui désigne une espèce de petit oiseau non identifiée. Le nom de l'espèce sophiae vient du prénom Sophie, ou Sophia. Il pourrait avoir été choisi pour rendre hommage à l'épouse de l'auteur, Sofia Alexandrovna Poltoratskaya. Cette dernière fit partie de l'expédition de Severtzov vers Tien Shan et Issy-Kul durant laquelle elle collecta des plantes et des insectes et réalisa de nombreux dessins.
Selon le Congrès ornithologique international il existe quatre sous-espèces :
- Leptopoecile sophiae major Menzbier, 1885 - présente dans l'Ouest de la province chinoise du Xinjiang et dans le Nord du Qinghai.
- Leptopoecile sophiae obscurus Przewalski, 1887 - présente dans le centre du Népal, au Sud et au Sud-Est du Xizang et au Sud et à l'Est du Qinghai.
- Leptopoecile sophiae sophiae Severtsov, 1873 - présente du Sud-Est du Kazakhstan au Nord-Ouest de la Chine, ainsi que dans le Nord de l'Inde et du Pakistan.
- Leptopoecile sophiae stoliczkae Hume, 1874 - présente dans le Sud de la province chinoise du Xinjiang, dans l'Ouest du Qinghai et dans  l'extrême Ouest du Xizang.

Les limites exactes de la répartition de chaque sous-espèces sont mal connues. L. s. sophiae et L. s. obscurus ont une coloration plus sombre et vivent à des altitudes plus élevées que les deux autres sous-espèces. 